# Harold Vanderbilt
Harold Stirling Vanderbilt (ur. 6 lipca 1884 w Oakdale (hrabstwo Suffolk, USA), zm. 4 lipca 1970) – amerykański przedsiębiorca i brydżysta.
Uważany za jednego z twórców współczesnego brydża, którego zasady opracował w roku 1925, jak głosi legenda, płynąc z Nowego Jorku do Hawany na pokładzie statku SS Finland. Był także zapalonym żeglarzem, trzykrotnie wygrywając Regaty o Puchar Ameryki w latach 1930, 1934 i 1937.